# Aindrias Mac Cruitín
Aindrias Mac Cruitín (Engels: Andrew MacCurtin) was een Iers dichter, bard en geleerde. Hij werd geboren in het townland Moyglass in de parochie Kilmurry Ibrickane, nabij Mullagh. Hij overleed in Kilmurry Ibrickane omstreeks 1749 maar is begraven in een ongemarkeerd graf op de begraafplaats van de St. Laichtins Church in Kilfarboy.
Mac Cruitín erfde de titel en status van "Ollamh" (professioneel zanger en dichter) bij de adellijke O'Brien-dynastie en was op die manier verzekerd van inkomen en aanzien. Later verliet hij, na een ruzie, zijn betrekking bij de O'Briens en begon een dichtersschool.
Eugene O'Curry beschouwde hem als een van de beste Keltische geleerden van zijn tijd.
Mac Cruitín was de laatste bekende dichter die het klassieke Ierse metrum gebruikte.